# Ciò che poteva essere
Ciò che poteva essere è un singolo Gemelli DiVersi pubblicato nel 1999, terzo ed ultimo estratto dall'album Gemelli DiVersi.

## Tracce
1. Ciò Che Poteva Essere
2. Tunaizdanait/Sopra E Sotto (Party GDV)